# マルッジョ
マルッジョ（イタリア語: Maruggio）は、イタリア共和国プッリャ州ターラント県にある、人口約5,200人の基礎自治体（コムーネ）。

## 地理

### 位置・広がり
ターラント県東部に位置するコムーネで、マルッジョの市街は県都ターラントから南東へ約32km、ブリンディジから南西へ約46km、レッチェから西へ約51km、州都バーリから南東へ約106kmの距離にある。

#### 隣接コムーネ
隣接するコムーネは以下の通り。
- サーヴァ - 北
- マンドゥーリア - 北東
- トッリチェッラ - 北西

## 行政

### 分離集落
マルッジョには以下の分離集落（フラツィオーネ）がある。
- C.da Monaco Mirante, C.da Campomarino, C.da Commenda, C.da Capoccia Scorcialupi, C.da Acquadolce Cirenaica